# Nadira (actrice)
Pour les articles homonymes, voir Nadira.
Florence Ezekiel (5 décembre 1932 – 9 février 2006), connue sous le nom de scène Nadira, est une actrice indienne des années 1950 et 1960. Elle est connue pour ses rôles dans Mangala, fille des Indes (1952), Shree 420 (1955), Pakeezah (1972) et Julie (1975). Elle a reçu le Filmfare Award de la meilleure actrice dans un second rôle, pour son rôle dans Julie.

## Carrière cinématographique
En 1943, Florence Ezekiel a 12 ans. Elle adopte le nom de scène Nadira et apparait pour la première fois dans le film Mauj.
La première grande opportunité de Nadira lui est offerte par Sardar Akhtar, épouse du réalisateur Mehboob Khan, qui lui propose de jouer dans le film Mangala, fille des Indes (1952),. Nadira atteint une notoriété cinématographique avec Aan, avec son rôle de princesse Rajput, où elle joue une scène audacieuse. En 1955, elle joue une riche mondaine nommée Maya dans Shree 420. Elle joue des rôles clés dans un certain nombre de films tels que Dil Apna Aur Preet Parai, Hanste Zakhm, Amar Akbar Anthony et Pakeezah. Elle travaille aux côtés de Shammi Kapoor dans Sipahsalar (1956). Elle est souvent choisie pour les rôles de vamp en contraste avec les héroïnes chastes alors favorisées par l'industrie cinématographique de Bollywood.
Nadira remporte un Filmfare Award de la meilleure actrice dans un second rôle, pour son interprétation du rôle de Margaret, la mère de Julie, dans le film de 1975 Julie. Durant les années 1980 et 1990, elle incarne des femmes âgées. Elle joue pour la dernière fois dans le film Josh (2000). Au cours de sa longue carrière, en raison de sa tenue occidentale, son personnage  est chrétien ou anglo-indien. Une exception notable est le film Mangala, fille des Indes, en face de Dilip Kumar, où elle joue une princesse Rajput. De plus, dans Shree 420, aucune appartenance religieuse n'est explicitée.
Elle reçoit un bon salaire pour son travail et est l'une des premières actrices indiennes à posséder une Rolls-Royce.

## Biographie
Nadira née dans une famille juive Baghdadi. Sa famille émigre de Bagdad vers Bombay à la recherche d'opportunités commerciales lorsqu'elle est encore bébé. Elle a deux frères, dont l'un vit aux États-Unis et un autre en Israël. Elle est restée célibataire,.
Durant les dernières années de sa vie, elle vit seule à Mumbai, car la plupart de ses proches déménagent en Israël, restant pendant les trois dernières années dans son condominium avec seulement une femme de ménage nommée Shobha. Elle souffre d'un arrêt cardiaque le 24 janvier 2006 et est admise à l'hôpital dans un état semi-comateux. Elle a de nombreux problèmes de santé, notamment une méningite tuberculeuse, des troubles hépatiques alcooliques et une paralysie,.
Le 9 février 2006, Nadira meurt à l'âge de 73 ou 75 ans à l'hôpital Bhatia de Tardeo, Bombay, Inde.

## Filmographie
| Year | Title                      | Role                              | Notes                                                                |
| ---- | -------------------------- | --------------------------------- | -------------------------------------------------------------------- |
| 2001 | Zohra Mahal                | Zohra Mahal                       |                                                                      |
| 2000 | Josh                       | Lady D'costa                      |                                                                      |
| 1999 | Cotton Mary                | Mattie                            |                                                                      |
| 1997 | Tamanna,                   | Nazneen Begum                     |                                                                      |
| 1991 | Jhoothi Shaan (en)         | Ranimaa                           |                                                                      |
| 1985 | Saagar,                    | Mademoiselle Joseph               |                                                                      |
| 1984 | Kim (TV serial)            | Veuve de Kulu                     |                                                                      |
| 1982 | Raaste Pyar Ke             |                                   |                                                                      |
| 1982 | Ashanti                    | School principal                  |                                                                      |
| 1981 | Dahshat                    | Mme Vishal                        |                                                                      |
| 1981 | Aas Paas                   |                                   |                                                                      |
| 1980 | Chaal Baaz                 |                                   |                                                                      |
| 1980 | Swayamvar                  | Durgadevi Bhargav                 |                                                                      |
| 1979 | Duniya Meri Jeb Mein       |                                   |                                                                      |
| 1979 | Bin Phere Hum Tere         |                                   |                                                                      |
| 1979 | Magroor                    | Mme Disa                          |                                                                      |
| 1978 | Naukri                     | Lily                              |                                                                      |
| 1977 | Aap Ki Khatir              |                                   |                                                                      |
| 1977 | Aashiq Hoon Baharon Ka     | Heera (Femme de Jamundas)         |                                                                      |
| 1977 | Amar Akbar Anthony         | Belle mère                        |                                                                      |
| 1977 | Darling Darling            |                                   |                                                                      |
| 1977 | Paapi                      | Vieille femme                     |                                                                      |
| 1976 | Bhanwar                    | Sharda Devi                       |                                                                      |
| 1975 | Dharmatma                  |                                   |                                                                      |
| 1975 | Julie,                     | Margaret 'Maggie' (Mère de Julie) | Lauréat – Filmfare Award de la meilleure actrice dans un second rôle |
| 1975 | Kahte Hain Mujhko Raja     |                                   |                                                                      |
| 1975 | Mere Sartaj                |                                   |                                                                      |
| 1974 | Faslah                     |                                   |                                                                      |
| 1974 | Ishq Ishq Ishq             |                                   |                                                                      |
| 1974 | Woh Main Nahin             |                                   |                                                                      |
| 1973 | Ek Nari Do Roop            |                                   |                                                                      |
| 1973 | Hanste Zakhm               |                                   |                                                                      |
| 1973 | Pyaar Ka Rishta            |                                   |                                                                      |
| 1972 | Ek Nazar                   | Aminabai                          |                                                                      |
| 1972 | Raja Jani                  |                                   |                                                                      |
| 1971 | Kahin Aar Kahin Paar       |                                   |                                                                      |
| 1972 | Anokha Daan                |                                   |                                                                      |
| 1972 | Pakeezah,                  | Madame Gauhar Jaan                |                                                                      |
| 1970 | Bombay Talkie              | Anjana Devi                       |                                                                      |
| 1970 | Chetna                     | Nirmala                           |                                                                      |
| 1970 | Ishq Par Zor Nahin         | Mme Doraiswamy                    |                                                                      |
| 1970 | Safar                      | Mme Kapoor (Mère de Shekhar)      |                                                                      |
| 1969 | The Guru                   | Courtisane                        |                                                                      |
| 1969 | Insaaf Ka Mandir           |                                   |                                                                      |
| 1969 | Jahan Pyar Mile            |                                   |                                                                      |
| 1969 | Talash                     | Flirtatious lady in red sari      |                                                                      |
| 1968 | Kahin Din Kahin Raat       | Mme Indrani                       |                                                                      |
| 1968 | Sapnon Ka Saudagar         | Mère de Ranjana                   |                                                                      |
| 1963 | Meri Surat Teri Ankhen     |                                   |                                                                      |
| 1965 | Chhoti Chhoti Baatein      | Shanta                            |                                                                      |
| 1960 | Dil Apna Aur Preet Parai   | Mme Kusum Sushil Verma            |                                                                      |
| 1960 | Kala Bazar                 | Elle-même                         |                                                                      |
| 1958 | Police                     |                                   |                                                                      |
| 1956 | Geliebte Corinna           |                                   |                                                                      |
| 1956 | Pocket Maar                |                                   |                                                                      |
| 1956 | Samundari Daku             |                                   |                                                                      |
| 1956 | Sipahsalar                 |                                   |                                                                      |
| 1956 | Shree 420,                 | Maya                              |                                                                      |
| 1955 | Raftar                     |                                   |                                                                      |
| 1954 | Dak Babu                   |                                   |                                                                      |
| 1954 | Waris                      | Kanta                             |                                                                      |
| 1953 | Nagma                      |                                   |                                                                      |
| 1952 | Mangala, fille des Indes , | Princesse Rajshree                |                                                                      |

| An   | Titre             | Rôle          |
| ---- | ----------------- | ------------- |
| 1997 | Margarita (en)    | Nacha         |
| 1995 | Ek Tha Rusty (en) | Mme Mackenzie |